# Kanupolo-Weltmeisterschaften 2004
Die Kanupolo-Weltmeisterschaften 2006 der International Canoe Federation fanden vom 21. bis 25. Juli in Miyoshi (japanisch 三次市) in der Präfektur Hiroshima in Japan statt.
Bei den Herren nahmen 18 Nationen teil und bei den Damen 14.
Die niederländische Herrenmannschaft und die britische Damenmannschaft gewannen dem Titel. Die beiden deutschen Mannschaften verloren jeweils 5:4 im Finale gegen den Weltmeister.

## Ergebnisse
| Kategorie  | Gold                   | SilberAus   | Bronze                 |
| ---------- | ---------------------- | ----------- | ---------------------- |
| Männer     | Niederlande            | Deutschland | Vereinigtes Königreich |
| Frauen     | Vereinigtes Königreich | Deutschland | Frankreich             |
| U21 Männer | Spanien                | Italien     | Japan                  |